# أنطون شتورم
أنطون شتورم (بالألمانية: Anton Sturm) هو نحات نمساوي، ولد في 30 مايو 1690 في Faggen ‏ في النمسا، وتوفي في 25 أكتوبر 1757 في فوسن في ألمانيا.

## معرض صور

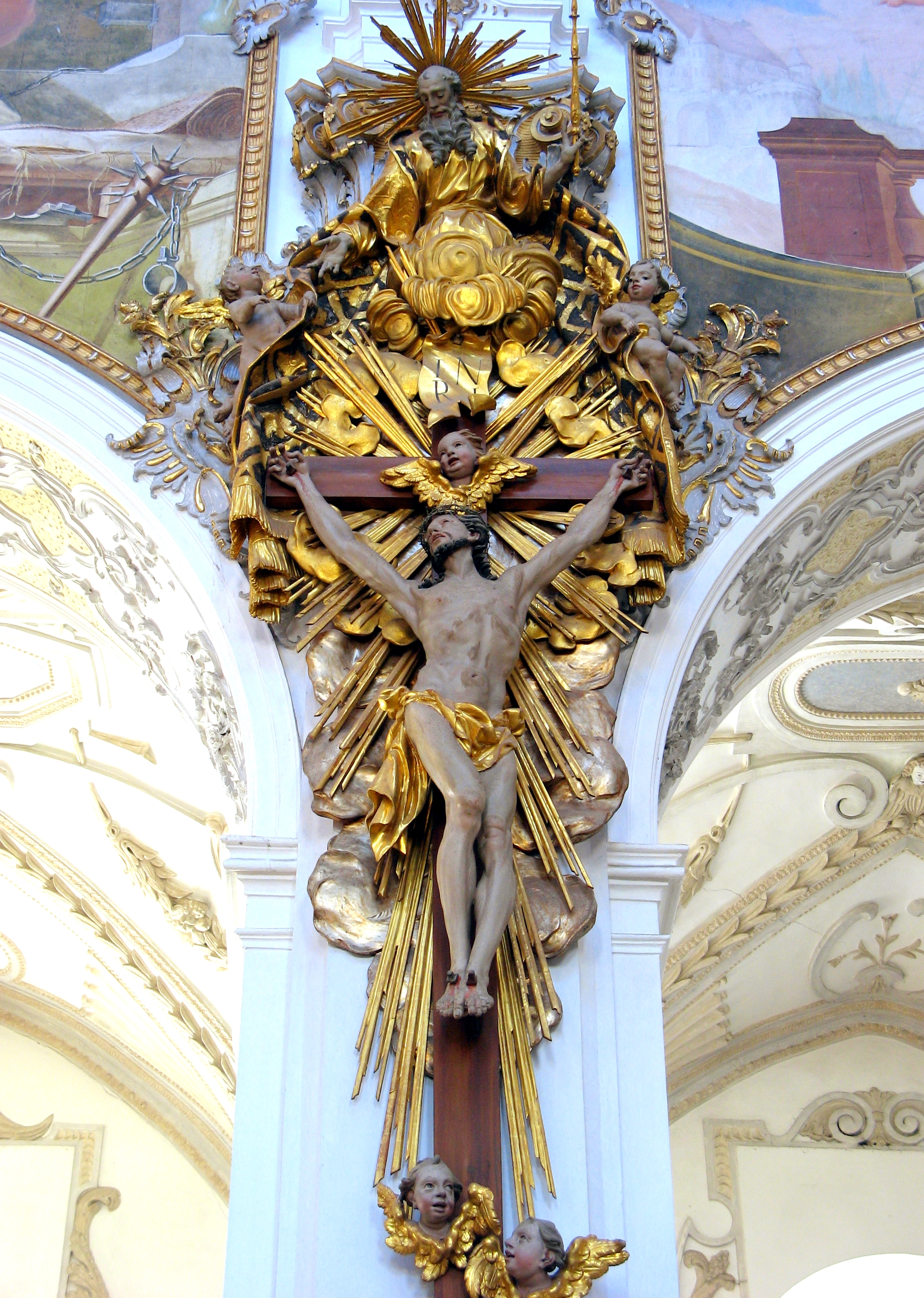
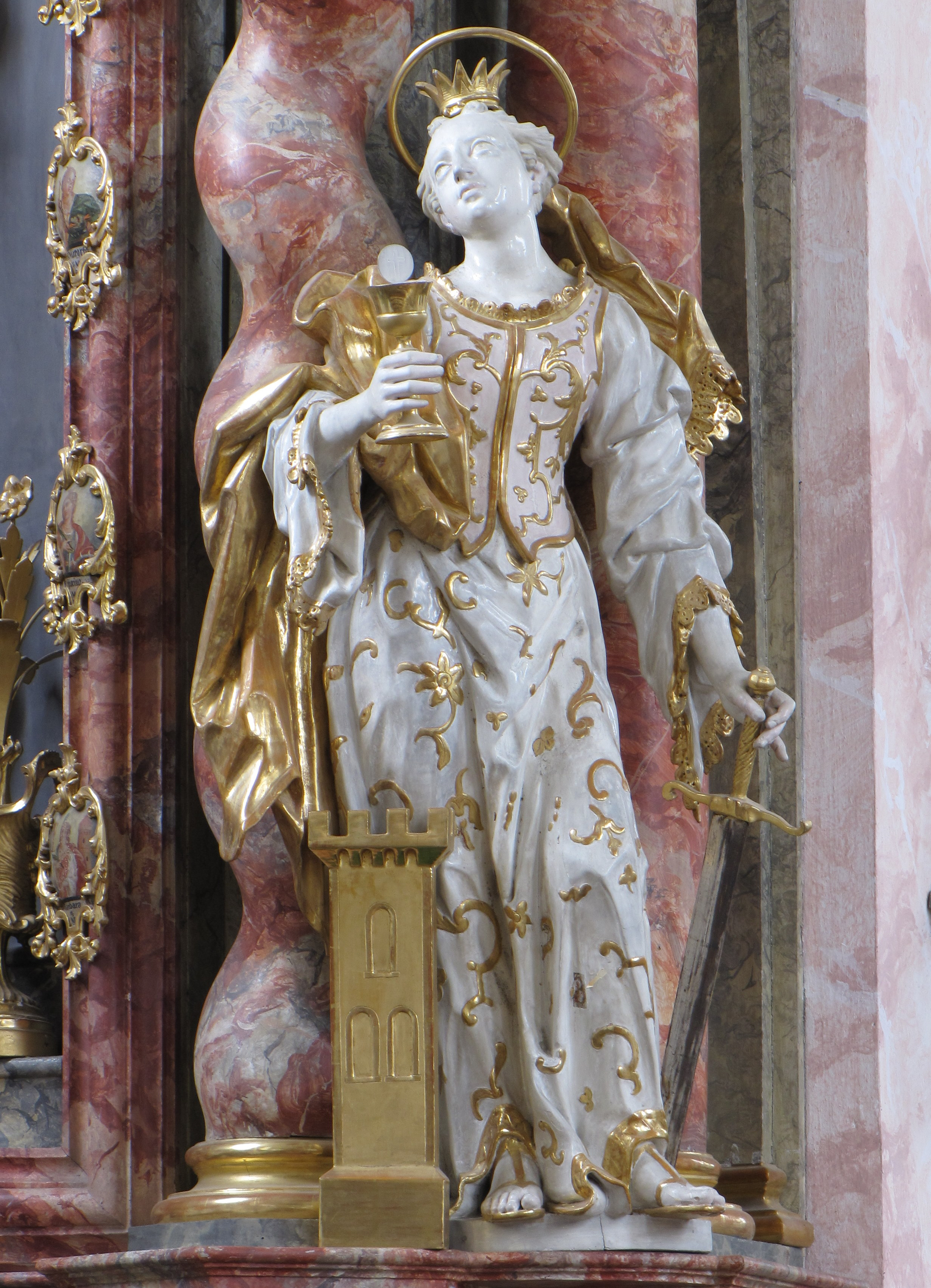
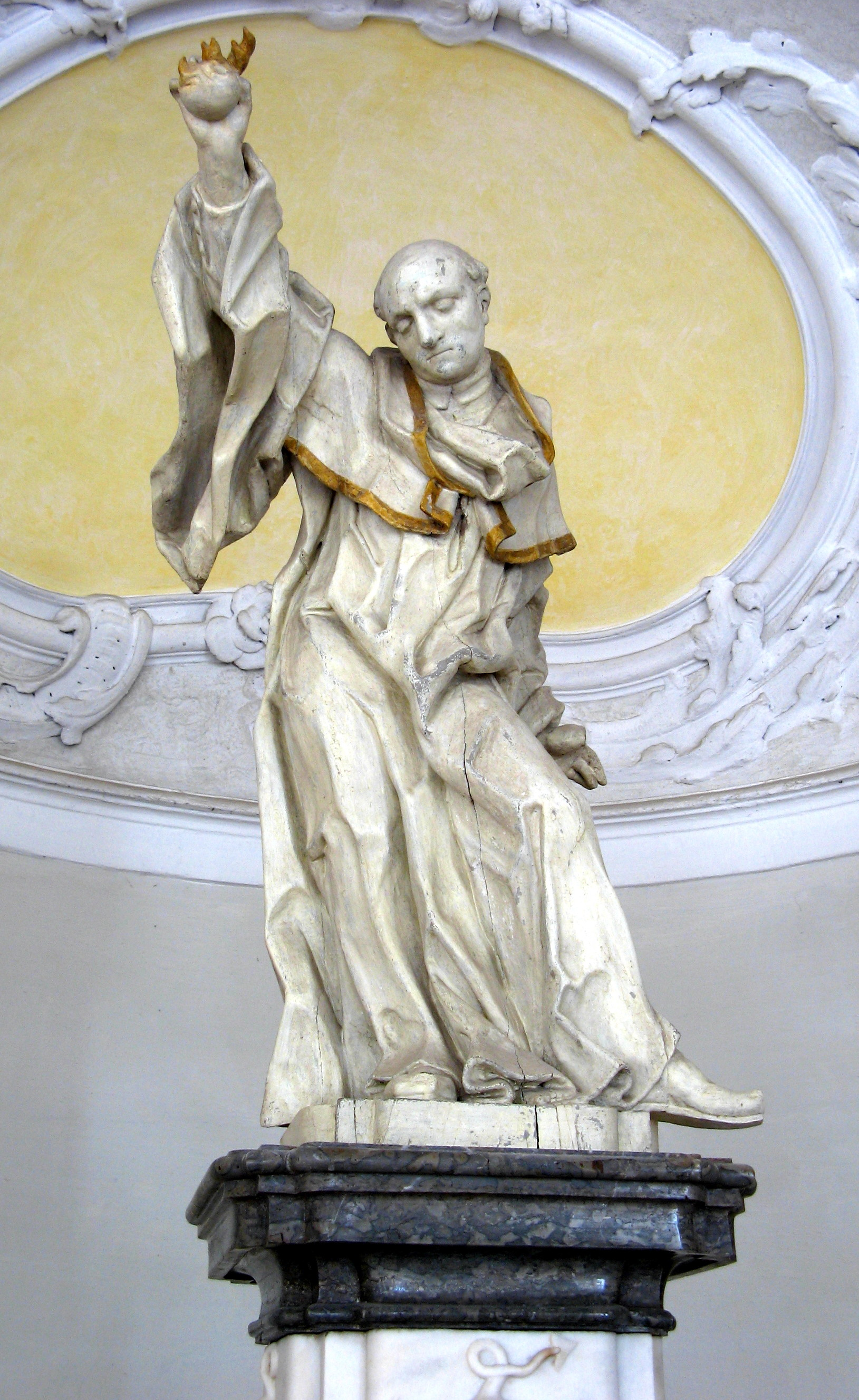
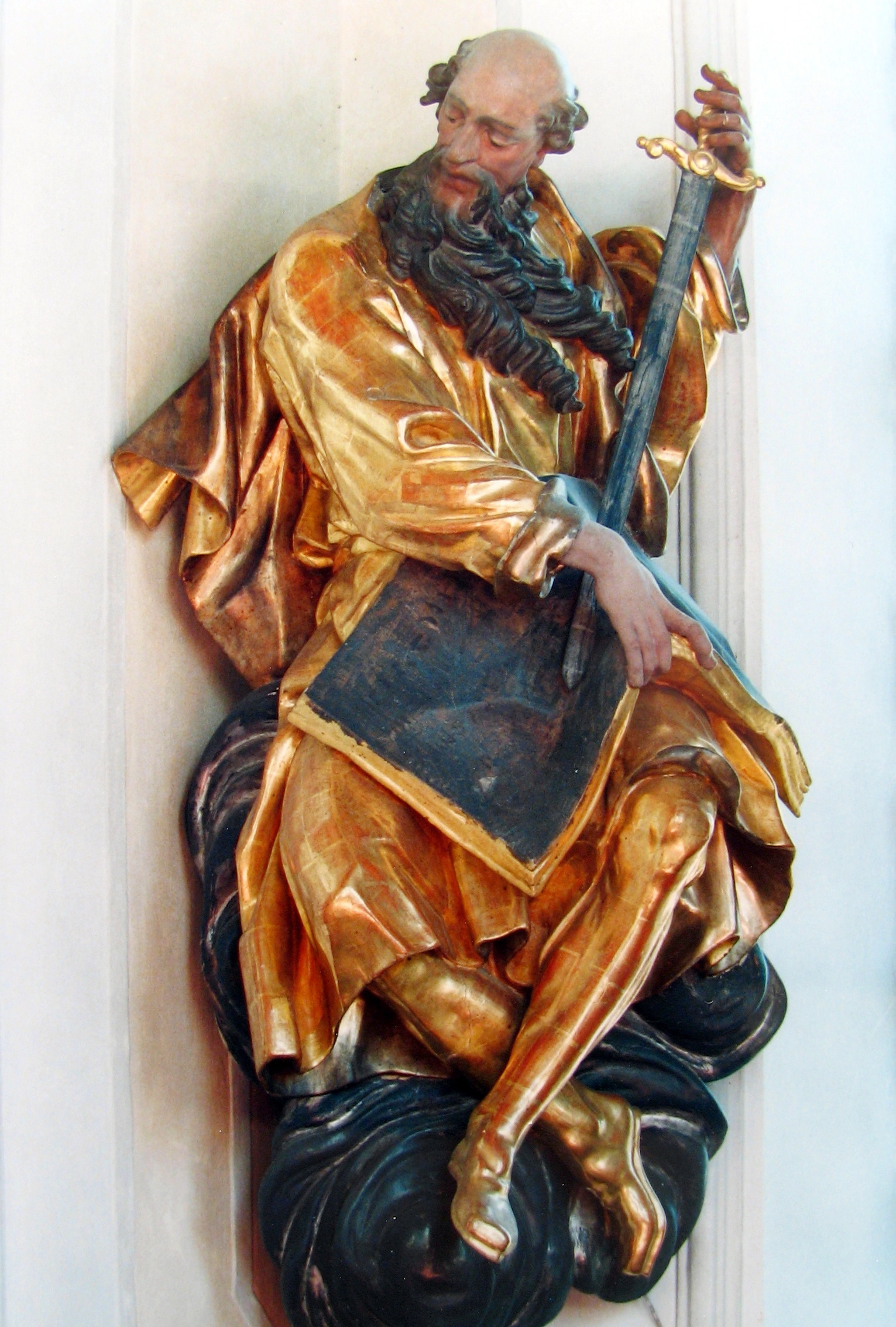
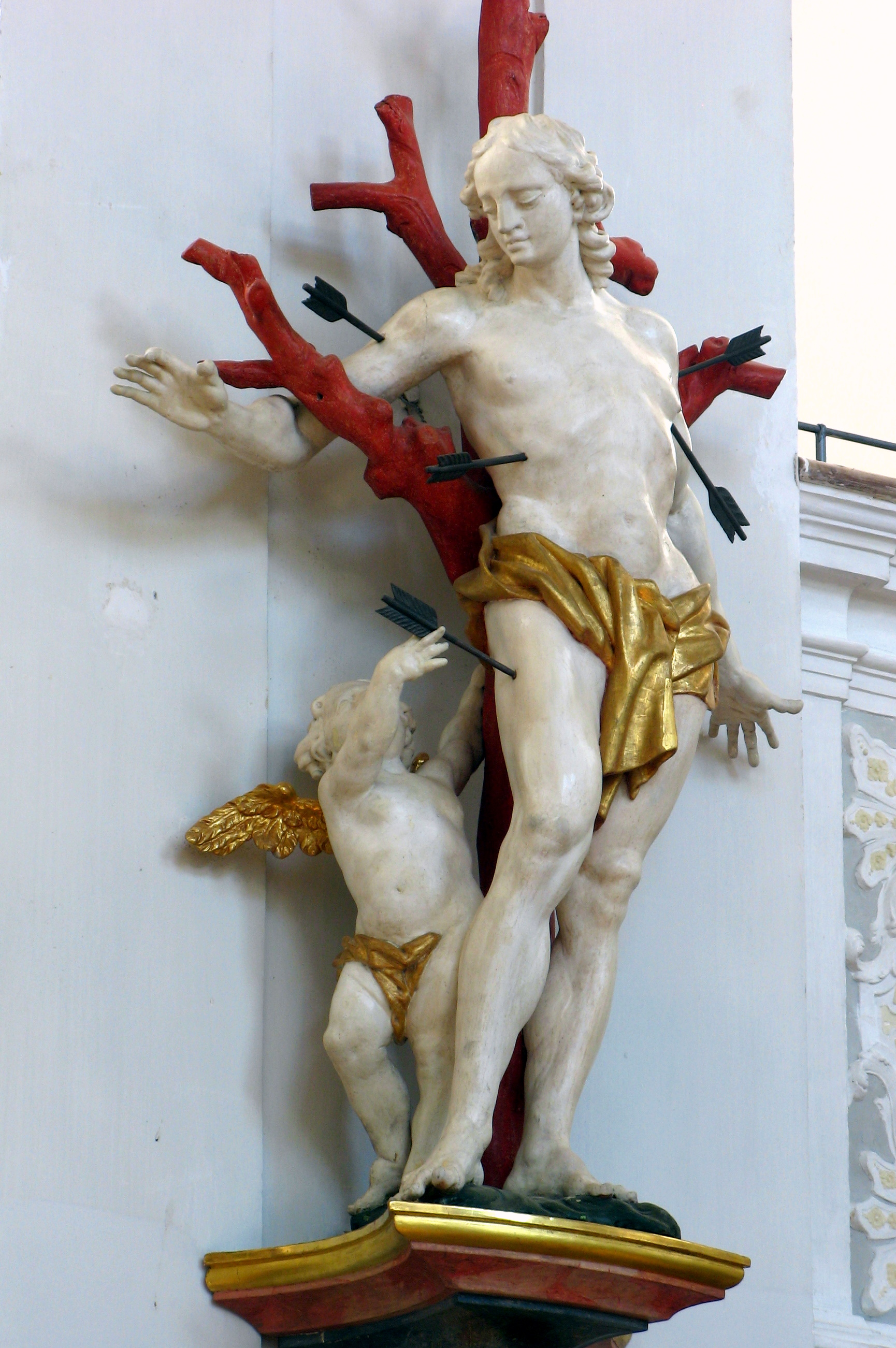